# 博多科
博多科是巴西伯南布哥州的一个市镇。总面积1604.9平方公里，总人口33255人，人口密度20.7人/平方公里。